# Synema nangoku
Synema nangoku là một loài nhện trong họ Thomisidae.
Loài này thuộc chi Synema. Synema nangoku được Hirotsugu Ono miêu tả năm 2002.